# Channa nox
Channa nox är en fiskart som beskrevs av Zhang, Musikasinthorn och Watanabe 2002. Channa nox ingår i släktet Channa och familjen Channidae. Inga underarter finns listade i Catalogue of Life.